# کاج برزیلی
کاج برزیلی (نام علمی: Araucaria angustifolia) یکی از گونه‌های سوزنی‌برگان (مخروطیان) و جزو درختان همیشه‌سبز است. این درخت بومی جنوب برزیل (ایالت‌هایی مانند میناس گرایس، ریو دو ژانیرو، سائوپائولو، پارانا، سانتا کاتارینا و ریو گرانده دو سول) است. این درخت که معمولاً در کوهستان‌های کم ارتفاع (بین ۵۰۰ تا ۱۸۰۰ متر) می‌روید، در شمال شرقی آرژانتین و کشور پاراگوئه نیز وجود دارد.

## بازنمایی

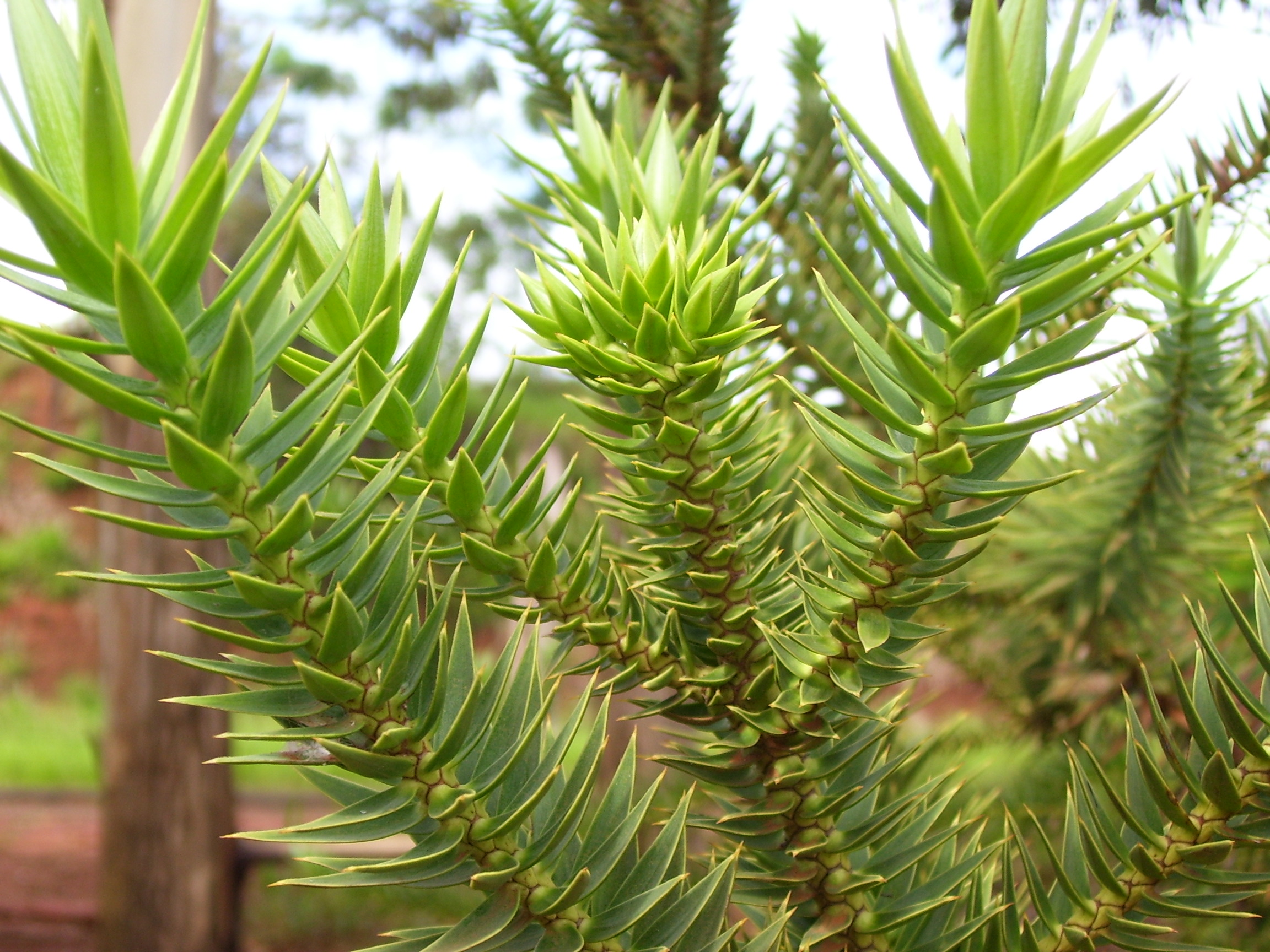
برگ‌های کاج برزیلی

این کاج به بلندی ۴۰ متر و قطر تنه‌ای برابر با یک متر نیز می‌رسد. برگ‌های کاج برزیلی کلفت و خنجری شکل هستند. رویشگاه این برگ‌ها پهنایی بین نیم تا یک سانتیمتر دارد و طول آن‌ها بین ۳ تا ۶ سانتیمتر است. ماندگاری برگ‌ها نیز بین ۱۰ تا ۱۵ سال است.
کاج برزیلی درختان نر و ماده دارد و با باد گرده‌افشانی می‌شوند. مخروط درخت ماده در پاییز و ۱۸ ماه پس از باروری به رشد کامل می‌رسد. در آن هنگام کروی شکل و بزرگ و به قطر ۱۸ تا ۲۵ سانتیمتر و دارای ۱۰۰ تا ۱۵۰ تخم است. دانه‌های کاج برزیلی به درازی ۵ سانتیمتر هستند و مغز خوردنی دارند. این دانه‌ها در طبیعت به وسیله جانوران به ویژه نوعی کلاغ پخش می‌شوند.
این درخت به خاک کمی اسیدی با زهکشی خوب نیازمند است. با این حال این درخت در مناطق نیمه استوایی (Subtropical) با بارش فراوان، در هر خاکی که خوب زهکشی شود می‌تواند رشد کند. کاج برزیلی از درختان مورد پسند برای کاشتن در باغ‌ها و پارک‌های مناطق رویش است.

## انقراض درخت به دست بشر

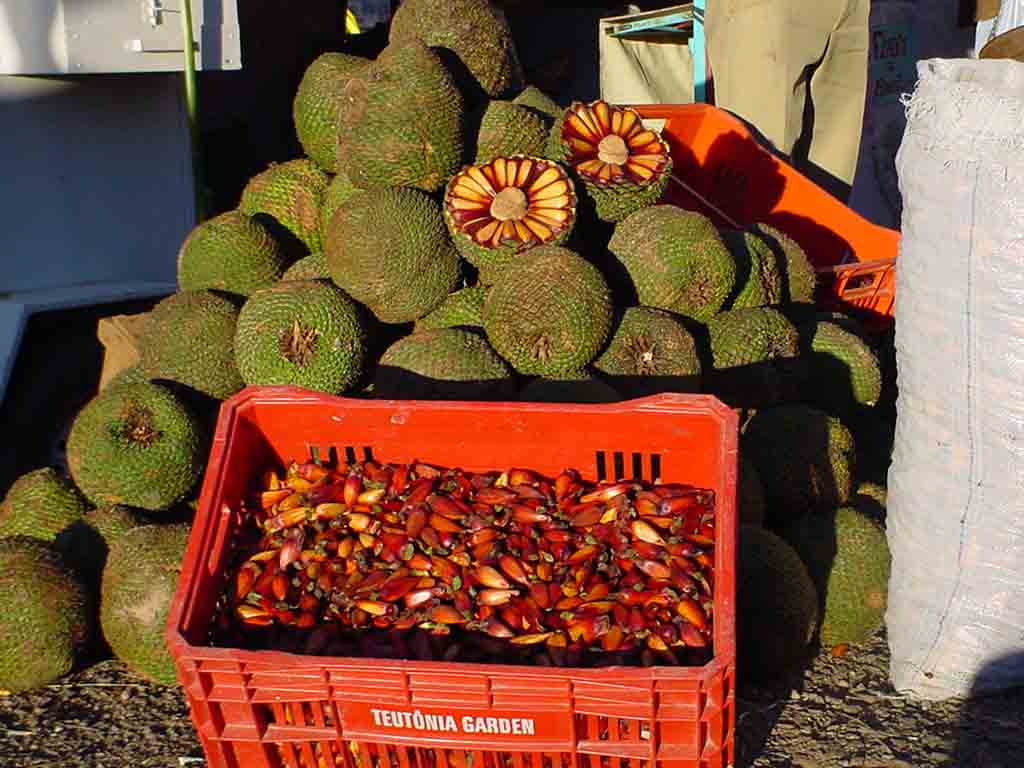
دانه‌های کاج برزیلی

دانه‌های کاج برزیلی مانند دانه‌های کاج کره‌ای و دیگر کاج‌هایی که دانه‌های بزرگ دارند خوردنی است. دانه‌های این درخت یکی از آجیل‌های زمستانی مردم برزیل است و سالانه ۳۴۰۰ تن تخم کاج از طبیعت جمع‌آوری می‌شود. جمع‌آوری دانه‌های درخت به همراه بریدن و انداختن آن‌ها که هر دو به‌طور گسترده‌ای انجام می‌گیرد، نسل این درخت و زیرگونه‌های آن را به شدت تهدید می‌کند. علاوه بر آن، دانه‌های این کاج خوراک چندین پستاندار و پرنده نیز هست و نابودی این درخت به نابودی آن‌ها نیز می‌انجامد.